# Calyptra gruesa
Calyptra gruesa là một loài bướm đêm thuộc họ Noctuidae. Nó được tìm thấy ở Trung Quốc. C. gruesa có sải cánh dài 25 đến 29 milimét (0,98 đến 1,14 in).